# HD 164595 b
إتش دي 164595 ب (بالإنجليزية: HD 164595 b)‏ هو كوكب خارج المجموعة الشمسية مؤكد، يدور حول نجم يشبه الشمس يسمى إتش دي 164595، ويتم دورته كل 40 يومًا، ويبعد 94.36 سنة ضوئية.
ويعتقد أن يكون كوكبًا غازيًا مشابهًا لنبتون ويدعم الحياة. تبلغ كتلته 16 كتلة أرض.

## إشارات راديو محتملة من نظامه النجمي
رصدت إشارة راديو مؤخرًا (2016) على تردد 11 جيجا هرتز (طول موجي 2.7 سم) من نظام إتش دي 164595 النجمي. لم يعرف حتى الآن أي الكواكب في نظام إتش دي 164595 النجمي هي المسؤولة عن مصدر الإشارات، إذا ما كان الأمر كذلك بالفعل. ومن المحتمل أن تكون الإشارات هي تأثير عدسة الجاذبية من مصدر أبعد. ويبحث محققوا سيتي في الأمر، لكن احتمالية أن تكون الإشارات مصدرها حضارة فضائية تعتبر ضئيلة.

## اقرأ أيضا
- روس 128 ب
- كوكب خارج المجموعة الشمسية